# Werner Sobotka
Werner Sobotka (* 17. Mai 1965 in Wien) ist ein österreichischer Schauspieler, Kabarettist, Regisseur, Autor und Dozent. Er ist der Sohn des österreichischen Schauspielers, Kabarettisten, Regisseurs und Autors Kurt Sobotka.

## Leben und Wirken
Nachdem er am Bundesgymnasium und Bundesrealgymnasium Keimgasse Mödling maturierte, und die Ausbildung in der Schauspielschule Krauss abschloss, besuchte Sobotka das Musicalstudio im Theater an der Wien. Des Weiteren nahm er privaten Schauspielunterricht bei Herwig Seeböck.
1981 gründete er mit seinen Schulkollegen Mini Bydlinski, Wolfgang Pissecker und Florian Scheuba die österreichische Kabarettgruppe Die Hektiker, mit denen er zahlreiche Programme (ca. 3700 Vorstellungen) und unzählige Fernsehshows aufgeführt sowie CDs herausgebracht hat, für die die Gruppe mehrere Gold- und Platinschallplatten erhielt.
Neben seiner Tätigkeit als Kabarettist und Schauspieler führt Sobotka seit 1993 vermehrt Regie im Bereich Musical, Sprechtheater, Comedy und Fernsehproduktionen in Österreich, Deutschland und der Schweiz. Außerdem ist er als Bearbeiter, Übersetzer und Autor von Theaterstücken, Musicals und Drehbüchern sowie seit 2015 als Dozent an der Musik und Kunst Privatuniversität der Stadt Wien tätig.

## Schauspiel

### Film, TV (Auswahl)
- Subito (Moderation und Hauptrolle), ARD
- Kaisermühlen Blues, ORF
- Heiteres Bezirksgericht, ORF
- Piefke-Saga
- Fortsetzung folgt nicht, ORF/NDR
- Drei zum Verlieben, RTL/ORF
- Der ideale Kandidat
- Die kranken Schwestern, ORF
- Die liebe Familie – Next Generation, ORF
- Kommissar Rex, ORF
- Hast du Nerven, ORF
- Dave, ORF

### Theater (Auswahl)
- Aber nun zu etwas ganz anderem, K&K-Theater
- Der kleine Horrorladen, Donaufestival
- Die Romanticker, Niederösterreichischer Theatersommer
- Robin Hood, Theater Akzent, Wien
- Fifty-Fifty, Ronacher, Wien
- Der Florentinerhut, Volkstheater, Wien
- Joseph, Raimundtheater, Wien
- Auftakt zum Broadway, Musicalrevue, Wien
- Snoopy – Das Musical, K&K-Theater, Wien
- Der Gast, Kammerspiele, Wien
- Reset, Globe, Wien

## Regie

### Film, TV (Auswahl)
- Die kranken Schwestern (36 Folgen), ORF
- Wickie, Slime & Paiper, ORF
- Ein Hauch von Broadway, ORF
- Wir Staatskünstler (30 Folgen,) ORF

### Theater, Musical (Auswahl)
Musicals (Auswahl)
- „Der kleine Horrorladen“, Musicalsommer Amstetten
- „Die spinnen, die Römer“, Graumann Theater Wien; Volksoper Wien
- „Grease“, Theater Regensburg; Theater St. Gallen
- „Blondel“, Musicalsommer Amstetten
- „Elvis Forever“, VBW – Zell am See
- „Nonnsens“, Metropol Wien; Kammerspiele der Josefstadt Wien
- „Joseph“, Musicalsommer Amstetten; VBW – Raimundtheater Wien
- „Fame“, Musicalsommer Amstetten; Stadttheater Klagenfurt; Theater St, Gallen
- „Forbidden Musical 1 & 2“, Metropol Wien
- „Moby Dick“, Musicalsommer Amstetten
- „Jesus Christ Superstar“, Theater St. Gallen; Raimundtheater Wien; Ronacher Wien
- „The Wild Party“, Musicalsommer Amstetten; Stadttheater Klagenfurt
- „Into The Woods“, Prinzregententheater München
- „Krawutzi Kaputzi – Strengstes Jugendverbot“, Kabarett Simpl Wien
- „High School Musical“, Stadthalle Wien
- „Im weißen Rössl“, Kammerspiele der Josefstadt Wien
- „Forbidden Ronacher“, VBW – Ronacher mobile Wien
- „Sugar – Manche mögen’s heiß“, Kammerspiele der Josefstadt Wien
- „Cabaret“, Kammerspiele Wien; Staatstheater am Gärtnerplatz München
- „Singin’ in the Rain“, Kammerspiele der Josefstadt Wien
- „Lucky Stiff“, Kammerspiele der Josefstadt Wien
- „Xanadu“, Musicalsommer Amstetten
- „Catch Me If You Can“, Kammerspiele der Josefstadt Wien; Staatsoperette Dresden
- „Winnifred“; Renaissancetheater Wien
- „Flashdance“, Musicalsommer Amstetten
- „Dinosaurier! Das Musical“, Renaissancetheater Wien
- „La Cage Aux Folles“, Kammerspiele der Josefstadt Wien
- „Eating Raoul“, MuK Wien
- „Winter Wonderettes“, Kammerspiele der Josefstadt Wien
- „Grimm!“, Renaissancetheater Wien
- „Gypsy“, Volksoper Wien
- „Grand Hotel“, Bühne Baden
- „Cinderella passt was nicht“, Renaissancetheater Wien
- „Be More Chill“, MuK Wien
- „Der Kuss der Spinnenfrau“, Bühne Baden
- „West Side Story“, Seefestspiele Mörbisch
- „Honk!“, Renaissancetheater Wien
- „Hedwig and the angry Inch“, Vindobona Wien
- „Sweeney Todd“, Theater Lübeck
- "Spamalot", Bühne Baden
- "Our House", MuK Wien

Schauspiel (Auswahl)
- „In 80 Tagen um die Welt“, Theatersommer Haag
- „Das Gespenst von Canterville“, Theatersommer Haag
- „Schöne Bescherung“, Kammerspiele der Josefstadt Wien
- „Hallo Steward! Boeing Boeing andersrum“, Palais Nowak, Wien
- „Die 39 Stufen“, Stadttheater Klagenfurt; Kammerspiele der Josefstadt Wien
- „Reset – Alles auf Anfang“, Theatersommer Haag
- „Beautiful Thing“, Renaissancetheater Wien
- „Ein seltsames Paar“, Theatersommer Haag
- „Tarzan – Affen unter sich“, Bronski & Grünberg, Wien
- „Die Mitte der Welt“, Renaissancetheater Wien
- „Alles Gute!“, Theater im Zentrum, Wien
- „Mord im Orientexpress“, Kammerspiele der Josefstadt Wien
- „Monsieur Pierre geht online“, Kammerspiele der Josefstadt Wien
- „Rozznjogd“, Rabenhof, Wien
- „Der kleine dicke Ritter“, Renaissancetheater Wien
- „Löcher – Die Geheimnisse von Green Lake“, Gut gebrüllt, Wien
- "Dinner For One - Essen für Drei!", Vindobona Wien
- "Miss Scrooge", Kammerspiele der Josefstadt Wien

Comedy / Musical-Shows
- u. a. seit 1993 am Kabarett Simpl, Wien – 14 Programme
- div. Personalityshows und Kabarettprogramme (mit Susanne Dengler, Ann Mandrella & Drew Sarich, Thomas Borchert, Nina Proll, Fifi Pissecker, Herbert Steinböck, Louise Martini, Uwe Kröger, Gregor Bloéb, Scheuba & Dorfer, Scheuba & Palfrader, Marold & Pissecker u. a.)

Galas
- „Leading Ladies/Leading Men 1 & 2“, „10 Jahre Elisabeth“, „Life Ball 04/05/06“-Eröffnungsgalas, Eröffnung der Wiener Festwochen 2005 & 2006, „Musical Christmas der VBW“, „Mozart in Concert“, „Musical Forever – 20 Jahre VBW“, „Next Generation“ (seit 2016), „Austria For Life“ u. v. m.

## Auszeichnungen
Sobotka wurde 1997 mit dem TV-Preis Romy für die Fernsehserie Die kranken Schwestern und mit dem deutschen Musicalpreis Image Award für das Musical Blondel ausgezeichnet.

## Belege
1. ↑  Guido Tartarotti: 200 Jahre Hektiker – eine Zeitreise. In: Kurier.at. 15. Juni 2015, abgerufen am 19. April 2020.

| Personendaten    | Personendaten                                            |
| ---------------- | -------------------------------------------------------- |
| NAME             | Sobotka, Werner                                          |
| KURZBESCHREIBUNG | österreichischer Schauspieler, Kabarettist und Regisseur |
| GEBURTSDATUM     | 17. Mai 1965                                             |
| GEBURTSORT       | Wien                                                     |